# Condylanthus
Condylanthus is een geslacht van zeeanemonen uit de klasse van de Anthozoa (bloemdieren).

## Soorten
- Condylanthus aucklandicus Carlgren, 1924
- Condylanthus magellanicus Carlgren, 1899